# پارک هون جونگ
پارک هون جونگ (به انگلیسی: Park Hoon-jung) کارگردان و فیلم‌نامه‌نویس اهل کره جنوبی است. وی برای اولین بار در صنعت فیلم کره به دلیل نوشتن فیلمنامه من شیطان را دیدم مورد توجه قرار گرفت. او اولین بار به عنوان کارگردان در سال ۲۰۱۱ با فیلم درام تاریخی مسابقه نهایی و فیلم دوم خود، که یک فیلم حماسه‌ای و گانگستری دنیای جدید (فیلم ۲۰۱۳) نام داشت، توانست یک موفقیت مهم و تجاری در سینما کسب کند.